# Dona Anja (telenovela)
Dona Anja é uma telenovela brasileira produzida pela JPO Produções e exibida pelo SBT entre 9 de dezembro de 1996 e 26 de abril de 1997 em 120 capítulos, substituindo Razão de Viver e sendo substituída por Os Ossos do Barão. Baseada no romance Dona Anja, de Josué Guimarães, foi escrita por Cristianne Fridman e Yoya Wursch, sob direção de Luís Antônio Piá e Caco Coelho e direção geral de Roberto Talma.
Conta com Lucélia Santos, Jonas Mello, Angelina Muniz, Danton Mello, Manuela Dias, Giuseppe Oristânio, Luiz Guilherme e Sérgio Mamberti nos papéis principais.

## Produção
Buscando uma obra que pudesse substituir Razão de Viver, a direção optou por adaptar o livro Dona Anja, escrito por Josué Guimarães em 1978. A estratégia de apostar em uma versão deu-se pelo fato da emissora vir de uma série de telenovelas de sucesso adaptadas de livros ou de outras telenovelas antigas desde Éramos Seis (1994), aproveitando a memória efetiva do público em histórias já conhecidas e evitando assim correr o risco de apostar em uma obra inédita que fracassasse na audiência, como ocorreu com Brasileiras e Brasileiros (1990), que mesmo tendo em seu elenco Edson Celulari, Ney Latorraca, Irene Ravache e Fúlvio Stefanini não despontou. Para isso foi contratado o diretor Roberto Talma, que estava descontente com os últimos trabalhos na Rede Globo e indicou a jornalista Cristianne Fridman para escrever a adaptação – que, embora nunca houvesse trabalhado na televisão antes, era vista com bons olhos pelo diretor por seu trabalho literário no Jornal do Comércio.
Para abater os custos, a emissora entregou a produção da novela para a JPO Produções e as gravações começaram em novembro de 1996 na Estância da Figueira, em Camaquã, no Rio Grande do Sul. Ney Matogrosso regravou "Não Existe Pecado ao Sul do Equador" para a abertura, porém substituindo partes da letra, como "vamos fazer um pecado rasgado, suado a todo vapor" por "vamos fazer um pecado safado, debaixo do meu cobertor" e a palavra "holandesa" por "lambeza". Para fazer cenas em que sua personagem aparecia gorda durante a fase final da novela, Lucélia usou enchimento debaixo da roupa e truques de maquiagem no rosto. A novela serviu como discussão para temas pertinentes naquele momento, como a lei do divórcio, agressão física, corrupção política e policial, múltiplos parceiros e a hipocrisia da sociedade.

## Enredo
Em 1977, no interior do Rio Grande do Sul, Anja (Lucélia Santos) é uma mulher criada para ser casta e religiosa, que se desilude ao encontrar seu noivo, o coronel Quineu (Jonas Mello), na cama com várias mulheres. Tomada por desejos sexuais reprimidos por anos, ela se casa e juntos abrem um bordel, onde o coronel pode se divertir com as prostitutas, enquanto ela leva para cama os jovens rapazes da cidade. No local, Anja também discursa para as mulheres sobre feminismo e prol a lei do divórcio, tendo como algozes o conservador padre Antônio (Sérgio Mamberti), que quer expulsa-la da cidade, e a primeira-dama Maria Helena (Angelina Muniz), que nunca esqueceu Quineu e odeia a rival por ter se casado com ele.
Na cidade uma guerra política é travada entre o prefeito militarista Chico Salena (Luiz Guilherme) e o vereador comunista Pedrinho (Giuseppe Oristânio), a qual atinge seus filhos, Cida (Manuela Dias) e Bruno (Danton Mello), impedidos de namorar pela rivalidade dos pais. A disputa fica mais acirrada quando Adelaide (Vera Zimmermann), rival de Maria Helena na alta sociedade, convence o marido Comerlato (Jandir Ferrari) a também concorrer à prefeitura. Ainda há a disputa de Maurinho (Pedro Vasconcelos) e Alcebíades (Maurício Branco) por Joana (Lyliah Virna), os vandalismos do rebelde Rodolfo (Gustavo Haddad) e Atalibinha (Taumaturgo Ferreira), cuja fama de ser inesquecível na cama o faz ser perseguido pelas mulheres.

## Elenco
| Ator                | Personagem                    |
| ------------------- | ----------------------------- |
| Lucélia Santos      | Anja Guimarães Castilhos      |
| Jonas Mello         | Coronel Quineu Castilhos      |
| Sérgio Mamberti     | Padre Antônio                 |
| Angelina Muniz      | Maria Helena Salena           |
| Danton Mello        | Bruno Caçapa                  |
| Manuela Dias        | Maria Aparecida Salena (Cida) |
| Giuseppe Oristânio  | Pedro Caçapa (Pedrinho)       |
| Luiz Guilherme      | Chico Salena                  |
| Vera Zimmermann     | Adelaide Vilaverde            |
| Jandir Ferrari      | Comerlato Vilaverde           |
| Taumaturgo Ferreira | Atalibinha Duarte             |
| Antônio Petrin      | Delegado Ritilho Marques      |
| Pedro Vasconcelos   | Mauro Marques (Maurinho)      |
| Lyliah Virna        | Joana D'Arc Caçapa            |
| Maurício Branco     | Alcebíades                    |
| Gustavo Haddad      | Rodolfo Almeida               |
| Sônia Lima          | Isabel                        |
| Patrícia Lucchesi   | Matilde Marques               |
| José Rubens Chachá  | Coronel Messias               |
| Ângela Figueiredo   | Romilda                       |
| Rosaly Papadopol    | Olga                          |
| Sofia Papo          | Iara Almeida                  |
| Miguel Magno        | Neco                          |
| Neco Vila Lobos     | Orozimbo                      |
| Núbia Ólliver       | Rosaura                       |
| Isabela Coimbra     | Regiane                       |
| Paola Bettega       | Vera                          |
| Nilza Monteiro      | Cenira                        |
| Kátia Reis          | Eugênia                       |

### Participações especiais
| Ator             | Personagem |
| ---------------- | ---------- |
| Cláudio Mamberti | General    |
| Andrea Guerra    | Chola      |
| Paulo Márcio     | Edmilson   |

## Trilha sonora
- "Não existe pecado ao sul do Equador" - Ney Matogrosso
- "Meu grande amor" - Tim Maia
- "Do fundo do meu coração" - Erasmo Carlos
- "Debaixo dos caracóis dos seus cabelos" - Caetano Veloso
- "Aparências" - Fafá de Belém
- "Sabor de mim"
- "Smile"